# Die Muppet Show/Episodenliste

Logo zur Serie

Diese Liste der Episoden der Muppet Show zählt alle Episoden der US-amerikanisch-britischen Comedy-Puppenspiel-Fernsehserie Die Muppet Show (Originaltitel: The Muppet Show) auf, sortiert nach der deutschen Ausstrahlungsreihenfolge des Senders ZDF. In den Jahren 1976 bis 1981 entstanden fünf Staffeln mit insgesamt 120 Episoden mit einer jeweiligen Länge von etwa 25 Minuten. In den Vereinigten Staaten wurde die Serie auf CBS erstausgestrahlt.

## Übersicht
| Staffel | Episodenanzahl | Deutsche Erstausstrahlung | Deutsche Erstausstrahlung | Erstausstrahlung USA | Erstausstrahlung USA |
| Staffel | Episodenanzahl | Staffelpremiere           | Staffelfinale             | Staffelpremiere      | Staffelfinale        |
| ------- | -------------- | ------------------------- | ------------------------- | -------------------- | -------------------- |
| 1       | 24             | 3. Dezember 1977          | 20. Mai 1978              | 9. September 1976    | 8. Mai 1977          |
| 2       | 24             | 11. November 1978         | 27. Oktober 1979          | 12. September 1977   | 27. Februar 1978     |
| 3       | 24             | 3. November 1979          | 3. Mai 1980               | 21. September 1978   | 5. Juli 1979         |
| 4       | 24             | 27. September 1980        | 14. März 1981             | 20. September 1979   | 22. Mai 1980         |
| 5       | 24             | 5. Dezember 1981          | 5. Juni 1982              | 4. Oktober 1980      | 8. Juni 1981         |

## Staffel 1
Die deutsche Erstausstrahlung der ersten Staffel wurde vom 3. Dezember 1977 bis zum 20. Mai 1978 im ZDF gezeigt.
| Nummer | Nummer  | Gaststar(s)          | Deutsche Erstausstrahlung | Erstausstrahlung USA | Regie        | Drehbuch                                        | Produktions- nummer | Produktions- zeitraum        |
| Gesamt | Staffel | Gaststar(s)          | Deutsche Erstausstrahlung | Erstausstrahlung USA | Regie        | Drehbuch                                        | Produktions- nummer | Produktions- zeitraum        |
| ------ | ------- | -------------------- | ------------------------- | -------------------- | ------------ | ----------------------------------------------- | ------------------- | ---------------------------- |
| 1      | 1       | Rita Moreno          | 3. Dez. 1977              | 9. Sep. 1976         | Peter Harris | Jim Henson, Jerry Juhl, Jack Burns, Marc London | 1.05                | Juni 1976                    |
| 2      | 2       | Ruth Buzzi           | 10. Dez. 1977             | 11. Okt. 1976        | Peter Harris | Jim Henson, Jerry Juhl, Jack Burns, Marc London | 1.04                | 25.–27. Mai 1976             |
| 3      | 3       | Joel Grey            | 17. Dez. 1977             | 18. Okt. 1976        | Peter Harris | Jim Henson, Jerry Juhl, Jack Burns, Marc London | 1.03                | 18.–20. Mai 1976             |
| 4      | 4       | Bruce Forsyth        | 31. Dez. 1977             | 6. Dez. 1976         | Peter Harris | Jim Henson, Jerry Juhl, Jack Burns, Marc London | 1.13                | 27.–28. Juli, 5. August 1976 |
| 5      | 5       | Paul Williams        | 7. Jan. 1978              | 25. Okt. 1976        | Peter Harris | Jim Henson, Jerry Juhl, Jack Burns, Marc London | 1.08                | 22.–24. Juni 1976            |
| 6      | 6       | Jim Nabors           | 14. Jan. 1978             | 27. Sep. 1976        | Peter Harris | Jim Henson, Jerry Juhl, Jack Burns, Marc London | 1.06                | 8. Juni 1976                 |
| 7      | 7       | Charles Aznavour     | 21. Jan. 1978             | 17. Jan. 1977        | Peter Harris | Jim Henson, Jerry Juhl, Jack Burns, Marc London | 1.09                | 29. Juni–1. Juli 1976        |
| 8      | 8       | Florence Henderson   | 28. Jan. 1978             | 15. Nov. 1976        | Peter Harris | Jim Henson, Jerry Juhl, Jack Burns, Marc London | 1.07                | 15.–16. Mai 1976             |
| 9      | 9       | Harvey Korman        | 4. Feb. 1978              | 13. Dez. 1976        | Peter Harris | Jim Henson, Jerry Juhl, Jack Burns, Marc London | 1.10                | 27. Mai 1976                 |
| 10     | 10      | Candice Bergen       | 11. Feb. 1978             | 29. Nov. 1976        | Peter Harris | Jim Henson, Jerry Juhl, Jack Burns, Marc London | 1.15                | 10.–11. August 1976          |
| 11     | 11      | Sandy Duncan         | 18. Feb. 1978             | 4. Okt. 1976         | Peter Harris | Jim Henson, Jerry Juhl, Jack Burns, Marc London | 1.14                | 3.–5. August 1976            |
| 12     | 12      | Avery Schreiber      | 25. Feb. 1978             | 18. Apr. 1977        | Peter Harris | Jim Henson, Jerry Juhl, Jack Burns, Marc London | 1.16                | 28.–30. September 1976       |
| 13     | 13      | Ben Vereen           | 4. März 1978              | 24. Jan. 1977        | Peter Harris | Jim Henson, Jerry Juhl, Jack Burns, Marc London | 1.17                | 4.–7. Oktober 1976           |
| 14     | 14      | Phyllis Diller       | 11. März 1978             | 14. Feb. 1977        | Peter Harris | Jim Henson, Jerry Juhl, Jack Burns, Marc London | 1.18                | 11.–14. Oktober 1976         |
| 15     | 15      | Vincent Price        | 18. März 1978             | 31. Jan. 1977        | Peter Harris | Jim Henson, Jerry Juhl, Jack Burns, Marc London | 1.19                | 19.–21. Oktober 1976         |
| 16     | 16      | Valerie Harper       | 25. März 1978             | 22. Nov. 1976        | Peter Harris | Jim Henson, Jerry Juhl, Jack Burns, Marc London | 1.20                | 26.–28. Oktober 1976         |
| 17     | 17      | Ethel Merman         | 1. Apr. 1978              | 21. Feb. 1977        | Peter Harris | Jim Henson, Jerry Juhl, Jack Burns, Marc London | 1.22                | 16.–18. November 1976        |
| 18     | 18      | Twiggy und Mary Roos | 8. Apr. 1978              | 7. Feb. 1977         | Peter Harris | Jim Henson, Jerry Juhl, Jack Burns, Marc London | 1.21                | 9.–11. November 1976         |
| 19     | 19      | Kaye Ballard         | 15. Apr. 1978             | 1. Mai 1977          | Peter Harris | Jim Henson, Jerry Juhl, Jack Burns, Marc London | 1.23                | 23.–26. November 1976        |
| 20     | 20      | Juliet Prowse        | 22. Apr. 1978             | 25. Apr. 1977        | Peter Harris | Jim Henson, Jerry Juhl, Jack Burns              | 1.01                | 29.–31. Januar 1976          |
| 21     | 21      | Connie Stevens       | 29. Apr. 1978             | 28. Feb. 1977        | Peter Harris | Jim Henson, Jerry Juhl, Jack Burns              | 1.02                | 19.–21. Januar 1976          |
| 22     | 22      | Mummenschanz         | 6. Mai 1978               | 8. Mai 1977          | Peter Harris | Jim Henson, Jerry Juhl, Jack Burns, Marc London | 1.24                | 23.–26. November 1976        |
| 23     | 23      | Lena Horne           | 13. Mai 1978              | 1. Nov. 1976         | Peter Harris | Jim Henson, Jerry Juhl, Jack Burns, Marc London | 1.11                | 13.–15. Juli 1976            |
| 24     | 24      | Peter Ustinov        | 20. Mai 1978              | 8. Nov. 1976         | Peter Harris | Jim Henson, Jerry Juhl, Jack Burns, Marc London | 1.12                | 20.–22. Juli 1976            |

## Staffel 2
Die deutsche Erstausstrahlung der zweiten Staffel wurde vom 11. November 1978 bis zum 27. Oktober 1979 im ZDF gezeigt.
| Nummer | Nummer  | Gaststar(s)       | Deutsche Erstausstrahlung | Erstausstrahlung USA | Regie         | Drehbuch                                                           | Produktions- nummer | Produktions- zeitraum          |
| Gesamt | Staffel | Gaststar(s)       | Deutsche Erstausstrahlung | Erstausstrahlung USA | Regie         | Drehbuch                                                           | Produktions- nummer | Produktions- zeitraum          |
| ------ | ------- | ----------------- | ------------------------- | -------------------- | ------------- | ------------------------------------------------------------------ | ------------------- | ------------------------------ |
| 25     | 1       | Peter Sellers     | 11. Nov. 1978             | 16. Jan. 1978        | Peter Harris  | Jim Henson, Jerry Juhl, Joseph A. Bailey, Don Hinkley              | 2.19                | Dezember 1977                  |
| 26     | 2       | Julie Andrews     | 18. Nov. 1978             | 2. Jan. 1978         | Peter Harris  | Jim Henson, Jerry Juhl, Joseph A. Bailey, Don Hinkley              | 2.17                | 23.–25. November 1977          |
| 27     | 3       | Rudolf Nurejew    | 25. Nov. 1978             | 5. Dez. 1977         | Philip Casson | Jim Henson, Jerry Juhl, Joseph A. Bailey, Don Hinkley              | 2.13                | 18.–21. Oktober 1977           |
| 28     | 4       | Bob Hope          | 2. Dez. 1978              | 30. Jan. 1978        | Peter Harris  | Jim Henson, Jerry Juhl, Joseph A. Bailey, Don Hinkley              | 2.21                | 22.–24. November 1977          |
| 29     | 5       | Elton John        | 9. Dez. 1978              | 12. Dez. 1977        | Peter Harris  | Jim Henson, Jerry Juhl, Joseph A. Bailey, Don Hinkley              | 2.14                | 25.–27. Oktober 1977           |
| 30     | 6       | Petula Clark      | 16. Dez. 1978             | 23. Jan. 1978        | Philip Casson | Jim Henson, Jerry Juhl, Joseph A. Bailey, Don Hinkley              | 2.20                | 13.–16. Dezember 1977          |
| 31     | 7       | Dom DeLuise       | 30. Dez. 1978             | 21. Nov. 1977        | Philip Casson | Jim Henson, Jerry Juhl, Joseph A. Bailey, Don Hinkley              | 2.11                | 9.–11. August 1977             |
| 32     | 8       | Cleo Laine        | 6. Jan. 1979              | 26. Dez. 1977        | Peter Harris  | Jim Henson, Jerry Juhl, Joseph A. Bailey, Don Hinkley              | 2.16                | 8.–10. November 1977           |
| 33     | 9       | Lou Rawls         | 13. Jan. 1979             | 19. Dez. 1977        | Philip Casson | Jim Henson, Jerry Juhl, Joseph A. Bailey, Don Hinkley              | 2.15                | 1.–3. November 1977            |
| 34     | 10      | Nancy Walker      | 20. Jan. 1979             | 17. Okt. 1977        | Philip Casson | Jim Henson, Jerry Juhl, Joseph A. Bailey, Don Hinkley              | 2.06                | 28.–30. Juni 1977              |
| 35     | 11      | George Burns      | 27. Jan. 1979             | 14. Nov. 1977        | Peter Harris  | Jim Henson, Jerry Juhl, Joseph A. Bailey, Don Hinkley              | 2.10                | 2.–5. August 1977              |
| 36     | 12      | Madeline Kahn     | 3. Feb. 1979              | 7. Nov. 1977         | Philip Casson | Jim Henson, Jerry Juhl, Joseph A. Bailey, Don Hinkley              | 2.09                | 26.–28. Juli 1977              |
| 37     | 13      | Milton Berle      | 17. Feb. 1979             | 26. Sep. 1977        | Philip Casson | Jim Henson, Jerry Juhl, Joseph A. Bailey, Don Hinkley              | 2.03                | 9.–11. Juni 1977               |
| 38     | 14      | Steve Martin      | 3. März 1979              | 31. Okt. 1977        | Peter Harris  | Jim Henson, Jerry Juhl, Joseph A. Bailey, Don Hinkley              | 2.08                | 19.–21. Juli 1977              |
| 39     | 15      | Edgar Bergen      | ?                         | 24. Okt. 1977        | Philip Casson | Jim Henson, Jerry Juhl, Joseph A. Bailey, Don Hinkley              | 2.07                | 12.–15. Juli 1977              |
| 40     | 16      | Teresa Brewer     | 10. März 1979             | 6. Feb. 1978         | Philip Casson | Jim Henson, Jerry Juhl, Joseph A. Bailey, Don Hinkley              | 2.22                | 12.–14. Juli 1977              |
| 41     | 17      | Zero Mostel       | 17. März 1979             | 19. Sep. 1977        | Peter Harris  | Jim Henson, Jerry Juhl, Joseph A. Bailey, Don Hinkley              | 2.02                | 31. Mai–2. Juni 1977           |
| 42     | 18      | Judy Collins      | 24. März 1979             | 10. Okt. 1977        | Philip Casson | Jim Henson, Jerry Juhl, Joseph A. Bailey, Don Hinkley              | 2.05                | 21.–23. Juni, 19. Oktober 1977 |
| 43     | 19      | Rich Little       | 31. März 1979             | 3. Okt. 1977         | Philip Casson | Jim Henson, Jerry Juhl, Joseph A. Bailey, Don Hinkley              | 2.04                | 14.–16. Juni 1977              |
| 44     | 20      | Cloris Leachman   | 7. Apr. 1979              | 27. Feb. 1978        | Peter Harris  | Jim Henson, Jerry Juhl, Joseph A. Bailey, Don Hinkley              | 2.24                | 6.–9. Dezember 1977            |
| 45     | 21      | Bernadette Peters | 14. Apr. 1979             | 28. Nov. 1977        | Peter Harris  | Jim Henson, Jerry Juhl, Joseph A. Bailey, Don Hinkley              | 2.12                | 16.–18. August 1977            |
| 46     | 22      | Don Knotts        | 21. Apr. 1979             | 12. Sep. 1977        | Peter Harris  | Jim Henson, Jerry Juhl, Joseph A. Bailey, Don Hinkley              | 2.01                | 23.–25. Mai 1977               |
| 47     | 23      | Jaye P. Morgan    | 28. Apr. 1979             | 9. Jan. 1978         | Peter Harris  | Jim Henson, Jerry Juhl, Joseph A. Bailey, Don Hinkley              | 2.18                | 29. November–2. Dezember 1977  |
| 48     | 24      | John Cleese       | 27. Okt. 1979             | 20. Feb. 1978        | Philip Casson | Jim Henson, Jerry Juhl, John Cleese, Joseph A. Bailey, Don Hinkley | 2.23                | 9.–11. August 1977             |

## Staffel 3
Die deutsche Erstausstrahlung der dritten Staffel wurde vom 3. November 1979 bis zum 3. Mai 1980 im ZDF gezeigt.
| Nummer | Nummer  | Gaststar(s)                          | Deutsche Erstausstrahlung | Erstausstrahlung USA | Regie         | Drehbuch                                                             | Produktions- nummer | Produktions- zeitraum      |
| Gesamt | Episode | Gaststar(s)                          | Deutsche Erstausstrahlung | Erstausstrahlung USA | Regie         | Drehbuch                                                             | Produktions- nummer | Produktions- zeitraum      |
| ------ | ------- | ------------------------------------ | ------------------------- | -------------------- | ------------- | -------------------------------------------------------------------- | ------------------- | -------------------------- |
| 49     | 1       | Kris Kristofferson und Rita Coolidge | 3. Nov. 1979              | 23. Nov. 1978        | Peter Harris  | Jim Henson, Jerry Juhl, Chris Langham, Joseph A. Bailey, Don Hinkley | 3.01                | 14.–16. Februar 1978       |
| 50     | 2       | Leo Sayer                            | 10. Nov. 1979             | 7. Dez. 1978         | Peter Harris  | Jim Henson, Jerry Juhl, Chris Langham, Joseph A. Bailey, Don Hinkley | 3.02                | 21.–23. Februar 1978       |
| 51     | 3       | Roy Clark                            | 17. Nov. 1979             | 28. Sep. 1978        | Peter Harris  | Jim Henson, Jerry Juhl, Chris Langham, Joseph A. Bailey, Don Hinkley | 3.03                | 28. Februar–2. März 1978   |
| 52     | 4       | Gilda Radner                         | 24. Nov. 1979             | 14. Dez. 1978        | Peter Harris  | Jim Henson, Jerry Juhl, Chris Langham, Joseph A. Bailey, Don Hinkley | 3.04                | 7.–9. März 1978            |
| 53     | 5       | Pearl Bailey                         | 1. Dez. 1979              | 16. Nov. 1978        | Peter Harris  | Jim Henson, Jerry Juhl, Chris Langham, Joseph A. Bailey, Don Hinkley | 3.05                | 14.–16. März 1978          |
| 54     | 6       | Jean Stapleton                       | 8. Dez. 1979              | 5. Okt. 1978         | Peter Harris  | Jim Henson, Jerry Juhl, Chris Langham, Joseph A. Bailey, Don Hinkley | 3.06                | 21.–23. März 1978          |
| 55     | 7       | Alice Cooper                         | 15. Dez. 1979             | 2. Nov. 1978         | Peter Harris  | Jim Henson, Jerry Juhl, Chris Langham, Don Hinkley                   | 3.07                | 28.–30. März 1978          |
| 56     | 8       | Loretta Lynn                         | 12. Jan. 1980             | 26. Okt. 1978        | Peter Harris  | Jim Henson, Jerry Juhl, Chris Langham, Don Hinkley                   | 3.08                | 4.–7. April 1978           |
| 57     | 9       | Liberace                             | 19. Jan. 1980             | 19. Okt. 1978        | Philip Casson | Jim Henson, Jerry Juhl, Chris Langham, Don Hinkley                   | 3.09                | 11.–13. April 1978         |
| 58     | 10      | Marisa Berenson                      | 26. Jan. 1980             | 21. Dez. 1978        | Philip Casson | Jim Henson, Jerry Juhl, Chris Langham, Don Hinkley                   | 3.10                | 18.–20. April 1978         |
| 59     | 11      | Raquel Welch                         | 2. Feb. 1980              | 30. Nov. 1978        | Philip Casson | Jim Henson, Jerry Juhl, Chris Langham, Don Hinkley                   | 3.11                | 25.–27. April 1978         |
| 60     | 12      | James Coco                           | 9. Feb. 1980              | 12. Okt. 1978        | Philip Casson | Jim Henson, Jerry Juhl, Chris Langham, Don Hinkley                   | 3.12                | 2.–5. Mai 1978             |
| 61     | 13      | Helen Reddy                          | 16. Feb. 1980             | 21. Sep. 1978        | Philip Casson | Jim Henson, Jerry Juhl, Chris Langham, Joseph A. Bailey, Don Hinkley | 3.13                | Mai 1978                   |
| 62     | 14      | Harry Belafonte                      | 23. Feb. 1980             | 15. Feb. 1979        | Philip Casson | Jim Henson, Jerry Juhl, Chris Langham, Don Hinkley                   | 3.14                | 8.–10. November 1978       |
| 63     | 15      | Lesley Ann Warren                    | 1. März 1980              | 8. Feb. 1979         | Philip Casson | Jim Henson, Jerry Juhl, Chris Langham, Joseph A. Bailey, Don Hinkley | 3.15                | 14.–16. November 1978      |
| 64     | 16      | Danny Kaye                           | 8. März 1980              | 1. Feb. 1979         | Philip Casson | Jim Henson, Jerry Juhl, Chris Langham, Don Hinkley                   | 3.16                | 21.–23. November 1978      |
| 65     | 17      | Spike Milligan                       | 15. März 1980             | 18. Jan. 1979        | Peter Harris  | Jim Henson, Jerry Juhl, Chris Langham, Don Hinkley                   | 3.17                | Dezember 1978              |
| 66     | 18      | Leslie Uggams und Bibo               | 22. März 1980             | 5. Juli 1979         | Philip Casson | Jim Henson, Jerry Juhl, Chris Langham, Don Hinkley                   | 3.18                | 5.–7. Dezember 1978        |
| 67     | 19      | Elke Sommer                          | 29. März 1980             | 25. Jan. 1979        | Peter Harris  | Jim Henson, Jerry Juhl, Chris Langham, Don Hinkley                   | 3.19                | Dezember 1978              |
| 68     | 20      | Sylvester Stallone                   | 5. Apr. 1980              | 22. Feb. 1979        | Philip Casson | Jim Henson, Jerry Juhl, Chris Langham, Don Hinkley                   | 3.20                | 9.–11. Januar 1979         |
| 69     | 21      | Roger Miller                         | 12. Apr. 1980             | 10. Mai 1979         | Peter Harris  | Jim Henson, Jerry Juhl, Chris Langham, Don Hinkley                   | 3.21                | 16.–18. Januar 1979        |
| 70     | 22      | Roy Rogers und Dale Evans            | 19. Apr. 1980             | 17. Mai 1979         | Peter Harris  | Jim Henson, Jerry Juhl, Chris Langham, Don Hinkley                   | 3.22                | 23.–25. Januar 1979        |
| 71     | 23      | Lynn Redgrave                        | 26. Apr. 1980             | 24. Mai 1979         | Peter Harris  | Jim Henson, Jerry Juhl, Chris Langham, Don Hinkley                   | 3.23                | 30. Januar–1. Februar 1979 |
| 72     | 24      | Cheryl Ladd                          | 3. Mai 1980               | 9. Nov. 1978         | Philip Casson | Jim Henson, Jerry Juhl, Chris Langham, Don Hinkley                   | 3.24                | Mai 1978                   |

## Staffel 4
Die deutsche Erstausstrahlung der vierten Staffel wurde vom 27. September 1980 bis zum 14. März 1981 im ZDF gezeigt.
| Nummer | Nummer  | Gaststar(s) | Deutsche Erstausstrahlung | Erstausstrahlung USA | Regie         | Drehbuch                                                        | Produktions- nummer | Produktions- zeitraum        |
| Gesamt | Staffel | Gaststar(s) | Deutsche Erstausstrahlung | Erstausstrahlung USA | Regie         | Drehbuch                                                        | Produktions- nummer | Produktions- zeitraum        |
| ------ | ------- | --- | ------------------------- | -------------------- | ------------- | --------------------------------------------------------------- | ------------------- | ---------------------------- |
| 73     | 1       | John Denver | 27. Sep. 1980             | 20. Sep. 1979        | Peter Harris  | Jim Henson, Jerry Juhl, David Odell, Don Hinkley                | 4.01                | 24.–26. April 1979           |
| 74     | 2       | Crystal Gayle                                                                                                  | 4. Okt. 1980              | 11. Okt. 1979        | Peter Harris  | Jim Henson, Jerry Juhl, David Odell, Don Hinkley                | 4.02                | 1.–4. Mai 1979               |
| 75     | 3       | Shields & Yarnell                                                                                              | 11. Okt. 1980             | 4. Okt. 1979         | Philip Casson | Jim Henson, Jerry Juhl, David Odell, Don Hinkley                | 4.03                | 8.–11. Mai 1979              |
| 76     | 4       | Dyan Cannon | 18. Okt. 1980             | 31. Jan. 1980        | Peter Harris  | Jim Henson, Jerry Juhl, David Odell, Don Hinkley                | 4.04                | 15.–17. Mai 1979             |
| 77     | 5       | Victor Borge                                                                                                   | 25. Okt. 1980             | 1. Nov. 1979         | Philip Casson | Jim Henson, Jerry Juhl, David Odell, Don Hinkley, James Thurman | 4.05                | 22.–24. Mai 1979             |
| 78     | 6       | Linda Lavin | 8. Nov. 1980              | 27. Sep. 1979        | Peter Harris  | Jim Henson, Jerry Juhl, David Odell, Don Hinkley                | 4.06                | 29.–31. Mai 1979             |
| 79     | 7       | Dudley Moore                                                                                                   | 15. Nov. 1980             | 25. Okt. 1979        | Philip Casson | Jim Henson, Jerry Juhl, David Odell, Don Hinkley                | 4.07                | 12.–14. Juni 1979            |
| 80     | 8       | Arlo Guthrie                                                                                                   | 22. Nov. 1980             | 4. Dez. 1979         | Peter Harris  | Jim Henson, Jerry Juhl, David Odell, Don Hinkley                | 4.08                | 19.–21. Juni 1979            |
| 81     | 9       | Beverly Sills                                                                                                  | 29. Nov. 1980             | 8. Nov. 1979         | Philip Casson | Jim Henson, Jerry Juhl, David Odell, Don Hinkley                | 4.09                | 26.–28. Juni 1979            |
| 82     | 10      | Kenny Rogers                                                                                                   | 6. Dez. 1980              | 18. Okt. 1979        | Peter Harris  | Jim Henson, Jerry Juhl, David Odell, Don Hinkley                | 4.10                | 3.–5. Juli 1979              |
| 83     | 11      | Lola Falana | 13. Dez. 1980             | 22. Nov. 1979        | Philip Casson | Jim Henson, Jerry Juhl, David Odell, Don Hinkley                | 4.11                | 10.–12. Juli 1979            |
| 84     | 12      | Phyllis George                                                                                                 | 20. Dez. 1980             | 29. Nov. 1979        | Peter Harris  | Jim Henson, Jerry Juhl, David Odell, Don Hinkley                | 4.12                | 17.–19. Juli 1979            |
| 85     | 13      | Dizzy Gillespie                                                                                                | 27. Dez. 1980             | 28. Feb. 1980        | Philip Casson | Jim Henson, Jerry Juhl, David Odell, Don Hinkley, James Thurman | 4.13                | 29. Oktober–1. November 1979 |
| 86     | 14      | Liza Minnelli                                                                                                  | 3. Jan. 1981              | 15. Nov. 1979        | Peter Harris  | Jim Henson, Jerry Juhl, David Odell, Don Hinkley                | 4.14                | 30. Juli–2. August 1979      |
| 87     | 15      | Anne Murray | 10. Jan. 1981             | 6. März 1980         | Philip Casson | Jim Henson, Jerry Juhl, David Odell, Don Hinkley                | 4.15                | 8.–11. Januar 1980           |
| 88     | 16      | Jonathan Winters                                                                                               | 17. Jan. 1981             | 13. März 1980        | Peter Harris  | Jim Henson, Jerry Juhl, David Odell, Don Hinkley, James Thurman | 4.16                | 15.–18. Januar 1980          |
| 89     | 17      | Star Wars Mark Hamill (Luke Skywalker), Peter Mayhew (Chewbacca), Anthony Daniels (C-3PO), Kenny Baker (R2-D2) | 24. Jan. 1981             | 21. Feb. 1980        | Peter Harris  | Jim Henson, Jerry Juhl, David Odell, Don Hinkley                | 4.17                | 15.–18. Januar 1980          |
| 90     | 18      | Christopher Reeve                                                                                              | 31. Jan. 1981             | 7. Feb. 1980         | Peter Harris  | Jim Henson, Jerry Juhl, David Odell, Don Hinkley                | 4.18                | 22.–25. Januar 1980          |
| 91     | 19      | Lynda Carter                                                                                                   | 7. Feb. 1981              | 14. Feb. 1980        | Peter Harris  | Jim Henson, Jerry Juhl, David Odell, Don Hinkley                | 4.19                | 29.–31. Januar 1980          |
| 92     | 20      | Carol Channing                                                                                                 | 14. Feb. 1981             | 8. Mai 1980          | Philip Casson | Jim Henson, Jerry Juhl, David Odell, Don Hinkley                | 4.23                | 11.–16. Februar 1980         |
| 93     | 21      | Doug Henning                                                                                                   | 21. Feb. 1981             | 1. Mai 1980          | Philip Casson | Jim Henson, Jerry Juhl, David Odell, Don Hinkley                | 4.21                | 4.–8. Februar 1980           |
| 94     | 22      | Andy Williams                                                                                                  | 28. Feb. 1981             | 20. März 1980        | Philip Casson | Jim Henson, Jerry Juhl, David Odell, Don Hinkley, James Thurman | 4.22                | Februar 1980                 |
| 95     | 23      | Alan Arkin | 7. März 1981              | 22. Mai 1980         | Philip Casson | Jim Henson, Jerry Juhl, David Odell, Don Hinkley                | 4.20                | 11.–16. Februar 1980         |
| 96     | 24      | Diana Ross | 14. März 1981             | 15. Mai 1980         | Philip Casson | Jim Henson, Jerry Juhl, David Odell, Don Hinkley                | 4.24                | 18.–22. Februar 1980         |

## Staffel 5
Die deutsche Erstausstrahlung der fünften Staffel wurde vom 5. Dezember 1981 bis zum 5. Juni 1982 im ZDF gezeigt.
| Nummer | Nummer  | Gaststar(s)                                                                                                | Deutsche Erstausstrahlung | Erstausstrahlung USA | Regie         | Drehbuch                                                        | Produktions- nummer | Produktions- zeitraum |
| Gesamt | Staffel | Gaststar(s)                                                                                                | Deutsche Erstausstrahlung | Erstausstrahlung USA | Regie         | Drehbuch                                                        | Produktions- nummer | Produktions- zeitraum |
| ------ | ------- | --- | ------------------------- | -------------------- | ------------- | --------------------------------------------------------------- | ------------------- | --------------------- |
| 97     | 1       | Gene Kelly                                                                                                 | 5. Dez. 1981              | 28. Feb. 1981        | Philip Casson | Jim Henson, Jerry Juhl, Chris Langham, David Odell, Don Hinkley | 5.01                | 19.–21. August 1980   |
| 98     | 2       | Loretta Swit                                                                                               | 12. Dez. 1981             | 15. Nov. 1980        | Peter Harris  | Jim Henson, Jerry Juhl, Chris Langham, David Odell, Don Hinkley | 5.02                | 10.–13. März 1980     |
| 99     | 3       | Joan Baez                                                                                                  | 2. Jan. 1982              | 6. Dez. 1980         | Philip Casson | Jim Henson, Jerry Juhl, Chris Langham, David Odell, Don Hinkley | 5.03                | 17.–20. März 1980     |
| 100    | 4       | Shirley Bassey                                                                                             | 9. Jan. 1982              | 4. Okt. 1980         | Peter Harris  | Jim Henson, Jerry Juhl, Chris Langham, David Odell, Don Hinkley | 5.04                | 24.–27. März 1980     |
| 101    | 5       | James Coburn                                                                                               | 16. Jan. 1982             | 11. Okt. 1980        | Philip Casson | Jim Henson, Jerry Juhl, Chris Langham, David Odell, Don Hinkley | 5.05                | 1.–3. April 1980      |
| 102    | 6       | Brooke Shields                                                                                             | 23. Jan. 1982             | 18. Okt. 1980        | Peter Harris  | Jim Henson, Jerry Juhl, Chris Langham, David Odell, Don Hinkley | 5.06                | 7.–10. April 1980     |
| 103    | 7       | Glenda Jackson                                                                                             | 30. Jan. 1982             | 8. Nov. 1980         | Philip Casson | Jim Henson, Jerry Juhl, Chris Langham, David Odell, Don Hinkley | 5.07                | 21.–24. April 1980    |
| 104    | 8       | Señor Wences                                                                                               | 6. Feb. 1982              | 30. Mai 1981         | Peter Harris  | Jim Henson, Jerry Juhl, Chris Langham, David Odell, Don Hinkley | 5.08                | 28. April–2. Mai 1980 |
| 105    | 9       | Debbie Harry                                                                                               | 13. Feb. 1982             | 21. Feb. 1981        | Philip Casson | Jim Henson, Jerry Juhl, Chris Langham, David Odell, Don Hinkley | 5.09                | 4.–6. August 1980     |
| 106    | 10      | Jean-Pierre Rampal                                                                                         | 20. Feb. 1982             | 17. Jan. 1981        | Peter Harris  | Jim Henson, Jerry Juhl, Chris Langham, David Odell, Don Hinkley | 5.10                | 12.–15. Mai 1980      |
| 107    | 11      | Paul Simon                                                                                                 | 27. Feb. 1982             | 25. Apr. 1981        | Philip Casson | Jim Henson, Jerry Juhl, Chris Langham, David Odell, Don Hinkley | 5.11                | 19.–23. Mai 1980      |
| 108    | 12      | Melissa Manchester                                                                                         | 6. März 1982              | 8. Juni 1981         | Peter Harris  | Jim Henson, Jerry Juhl, Chris Langham, David Odell, Don Hinkley | 5.12                | 1.–4. Juli 1980       |
| 109    | 13      | Tony Randall                                                                                               | 13. März 1982             | 25. Okt. 1980        | Philip Casson | Jim Henson, Jerry Juhl, Chris Langham, David Odell, Don Hinkley | 5.13                | 3.–5. Juni 1980       |
| 110    | 14      | Mac Davis                                                                                                  | 20. März 1982             | 22. Nov. 1980        | Peter Harris  | Jim Henson, Jerry Juhl, Chris Langham, David Odell, Don Hinkley | 5.14                | 16.–19. Juni 1980     |
| 111    | 15      | Carol Burnett                                                                                              | 27. März 1982             | 20. Sep. 1980        | Philip Casson | Jim Henson, Jerry Juhl, Chris Langham, David Odell, Don Hinkley | 5.15                | 23.–27. Juni 1980     |
| 112    | 16      | Gladys Knight                                                                                              | 3. Apr. 1982              | 2. Mai 1981          | Peter Harris  | Jim Henson, Jerry Juhl, Chris Langham, David Odell, Don Hinkley | 5.16                | Juli 1980             |
| 113    | 17      | Hal Linden                                                                                                 | 10. Apr. 1982             | 7. Feb. 1981         | Philip Casson | Jim Henson, Jerry Juhl, Chris Langham, David Odell, Don Hinkley | 5.17                | 8.–10. Juli 1980      |
| 114    | 18      | Marty Feldman und die Sesamstraße Ernie und Bert, Krümelmonster, Grobi, Graf Zahl und zwei weitere Figuren | 17. Apr. 1982             | 23. Mai 1981         | Peter Harris  | Jim Henson, Jerry Juhl, Chris Langham, David Odell, Don Hinkley | 5.18                | 14.–17. Juli 1980     |
| 115    | 19      | Chris Langham                                                                                              | 24. Apr. 1982             | 31. Jan. 1981        | Philip Casson | Jim Henson, Jerry Juhl, Chris Langham, David Odell, Don Hinkley | 5.19                | 5.–8. August 1980     |
| 116    | 20      | Wally Boag                                                                                                 | 8. Mai 1982               | 9. Mai 1981          | Peter Harris  | Jim Henson, Jerry Juhl, Chris Langham, David Odell, Don Hinkley | 5.20                | 28.–31. Juli 1980     |
| 117    | 21      | Johnny Cash                                                                                                | 15. Mai 1982              | 14. Feb. 1981        | Philip Casson | Jim Henson, Jerry Juhl, Chris Langham, David Odell, Don Hinkley | 5.21                | 11.–15. August 1980   |
| 118    | 22      | Buddy Rich                                                                                                 | 22. Mai 1982              | 16. Mai 1981         | Peter Harris  | Jim Henson, Jerry Juhl, Chris Langham, David Odell, Don Hinkley | 5.22                | 11.–15. August 1980   |
| 119    | 23      | Linda Ronstadt                                                                                             | 29. Mai 1982              | 1. Nov. 1980         | Philip Casson | Jim Henson, Jerry Juhl, Chris Langham, David Odell, Don Hinkley | 5.23                | 27.–30. Mai 1980      |
| 120    | 24      | Roger Moore                                                                                                | 5. Juni 1982              | 27. Sep. 1980        | Peter Harris  | Jim Henson, Jerry Juhl, Chris Langham, David Odell, Don Hinkley | 5.24                | 29. April–2. Mai 1980 |